# Pòntia comuna
La pòntia comuna (Pontia daplidice) és una espècie de lepidòpter papilionoïdeu de la família dels pièrids (Pieridae) present als Països Catalans.

## Distribució
Es distribueix pel nord d'Àfrica (incloent-hi les illes Canàries), sud-oest d'Europa, sud-est de Turquia, l'Orient Mitjà, oest i sud de l'Iran fins a l'Afganistan, el Kazakhstan i el Tadjikistan. Es troba a tota la península Ibèrica i a les illes Balears.

## Hàbitat
Divers, allà on hi hagi la planta nutrícia de l'eruga. Aquesta última s'alimenta preferentment de Reseda, però també de moltes altres plantes, com Sisymbrium, Erysimum, Sinapis, Lepidium, Iberis, Raphanus, Moricandia, etc.

## Període de vol
Polivoltina, vola durant tot l'any a les Canàries i entre març i octubre a Europa, segons la localitat. Hibernació com a pupa.